# Chalcomitra fuliginosa
La suimanga carmelita (Chalcomitra fuliginosa) es una especie de ave paseriforme de la familia Nectariniidae propia del oeste de África.

## Distribución y hábitat
Se encuentra en las regiones costeras de África occidental y central desde Liberia mhasta el centro de Angola, además del curso inferior del río Congo y algunos humedales.